# منصور الدوسري
منصور الدوسري، لاعب كرة قدم سعودي.
لعب سابقاً في أندية الشباب و الأهلي و نجران و الدرعية و العين .